# Алинг-Гангри
Алинг-Гангри или Наин Сингх (на китайски: 阿陵山) е мощен планински хребет в Китай, Тибетски автономен регион, съставна част на планината Трансхималаи (Гатдисишан), в югозападната част на Тибетската планинска земя. Простира се от запад на изток приблизително на около 600 km между 80° и 86° и.д. Средната надморска височина е в порядъка на 4500 – 5000 m, максималната е на връх Алинг-Гангри 6720 m, издигащ се в западната му част. Най-високите му части са с алпийски релеф, като на височина над 4500 m има вечни снегове и ледници. Преобладават високопланинските пустинни ландшафти. От южния му склон води началото си река Синги, най-горното течение на река Инд. По южните и северните му подножия са разположени множество безотточни езера, най-голямо от които е Нгангларинг.